# ناوچه کلاس ویرژینی
ناوچه کلاس ویرژینی (به انگلیسی: Virginie-class frigate) یک کلاس از کشتی است که طول آن 47.4 metres می‌باشد.